# Gatis Smukulis
Gatis Smukulis, född 15 april 1987 i Valka, är en lettisk tävlingscyklist.

## Amatörkarriär
Gatis Smukulis är tvåfaldig lettisk U23-mästare, och har även vunnit tävlingar som Riga Grand Prix och etapploppet Grand Prix Guillaume Tell.

## Professionell
Gatis Smukulis blev professionell inför året 2009 med Ag2r-La Mondiale och stannade med stallet i två år.
Han tävlade för UCI Pro Tour-laget Team Columbia - HTC under året 2011. Under året vann han de lettiska mästerskapen i tempolopp.
Sedan 2012 tävlar letten för Team Katusha. Han vann de lettiska mästerskapen i tempolopp under året.

## Meriter
- 2005
  - Trofeo Karlsberg
  - Giro di Basilicata
  - Etapp 1, Giro di Basilicata
  - Kroz Istru
  - Etapp 2, Kroz Istru
  - 2:a, Nationsmästerskap - linjelopp (amatörer)
- 2006
  -  Nationsmästerskap - linjelopp (amatörer)
  -  Nationsmästerskap - tempolopp (amatörer)
- 2007
  - Riga Grand Prix
  - Grand Prix Guillaume Tell[3][4]
  - Cinturó de l'Empordà
- 2008
  -  Nationsmästerskap - tempolopp (amatörer)
  - Boucles du Sud Ardèche
  - Flandern runt amatörer
  - Bordeaux-Saintes
  - Etapp 1, Ronde de l'Isard d'Ariège
- 2009
  - 3:a, Nationsmästerskap - tempolopp
  - 5:a, Coupe des nations Ville Saguenay
- 2010
  - 2:a, Nationsmästerskap - linjelopp
  - 3:a, Nationsmästerskap - tempolopp
- 2011
  -  Nationsmästerskap - tempolopp
  - Etapp 1, Katalonien runt
- 2012
  -  Nationsmästerskap - tempolopp